# Jašunja
Jašunja je naselje u gradu Leskovcu, Jablanički upravni okrug, Srbija. Prema popisu iz 2022. godine u Jašunji je živjelo 300 stanovnika.  U blizini sela nalaze se srednjovjekovni Jašunjski manastiri.